# Hardcore electrónico
El Electronicore (también conocido como synthcore o trancecore) es una práctica moderna musical que mezcla electrónica y post-hardcore. Las bandas que mezclan esto junto al metalcore suelen usar breaks, sintetizadores, sonidos electrónicos, voces de Auto-Tune, y especialmente voces guturales.
Inicialmente la electrónica se puede apreciar de manera ocasional en algunas bandas, un claro ejemplo es el álbum Heroine de la banda From First to Last, lanzado en el año 2006, este álbum contiene post-hardcore adornado de manera pequeña con electrónica.
I See Stars es la primera banda que mezcla el hardcore con la electrónica, junto a estilos como el pop punk. Su álbum debut, 3D es el más popular de la escena del hardcore electrónico. Las bandas conocidas de este género suelen provenir de Estados Unidos, además de Inglaterra y Canadá, siendo las más influyentes Abandon All Ships, Attack Attack!, Asking Alexandria, Enter Shikari y Sky Eats Airplane, además de bandas que mezclan otros géneros, Breathe Carolina, I Set My Friends On Fire y We Came as Romans. El sello Sumerian Records ha destacado que considerablemente ha incrementado la música hardcore/electrónica en los últimos tiempos.

Este estilo también tuvo cierto impacto en América Latina sobre todo en México con bandas como See My Fatal Trace ahora Fatal Trace quienes lograron figurar el género de manera local teniendo cierta presencia en canales importantes de música de América Latina como MTV (Latinoamérica) y Telehit. 
Dance At The Chapell Horrors Fue otra banda importante y pionera en la escena ElectroCore mexicana.
En chile con bandas como Made To Be Broken, Attack Over Grace, A Place For Angels, In Coma Rose y We Are Not Heroes, entre otras proveninentes de Chile.
También se ha dado mucho este estilo en los países orientales, sobre todo Japón. Ejemplo de ello son bandas como Crossfaith, Fear, and Loathing in Las Vegas y en menor medida the GazettE.

## Estilos relacionados
- Post-hardcore
- Crunkcore
- Cybergrind
- Digital hardcore
- Nintendocore
- Synthpunk